# Видавнича анотація

Структура книжки : 1. Обкладинка; 2. Видавнича анотація; 3. Форзац; 4. Суперобкладинка; 5. Верхній кант; 6. Передній кант; 7. Задній кант; (від 5 до 7 - межа книжкового блоку); 8. Права сторона з верхнім і нижнім колонтитулами ; 9. Ліва сторона; 10. Каптал

Видавнича анотація (англ. blurb) — це текст, написаний на суперобкладинці або обкладинці книжки. Зазвичай це короткий рекламний виклад змісту книги (на обкладинці спереду), примітка автора (на обкладинці ззаду) і, якщо необхідно, посилання на інші книжки видавця. У книжках без суперобкладинки (невеликих або з м'якою палітуркою) цей текст зазвичай розміщують на звороті обкладинки. 
Залежно від розміру видавництва, видавничні анотації створюють маркетинговий відділ, літературні редактори або власне самі автори. І хоча останні іноді, згідно з контрактом, не мають жодних або ж мають лише умовні права на це, у більшості випадків можлива співпраця з членами команди при обговоренні анонсу.
«Винахідником» анотації вважають Карла Роберта Ланґевіше.

## Можливі варіації
Окрім видавничої анотації, на зворотному боці суперобкладинки часто є додаткові тексти, які можна прочитати, не розгортаючи книжку. Короткі уривки зі змісту, позитивні «рецензії» відомих людей  або, у випадку перевидань, цитати літературних оглядів також часто розміщують на обкладинці, оскільки це може зацікавити читачів. Видатні письменники отримують велику кількість запитів на рецензії від авторів-початківців.
У розмовній мові всі ці тексти називають анотацією, разом з подібними рекламно-інформаційними текстами про музичні записи та фільми на обкладинках платівок, компакт-дисків, DVD-дисків тощо. Варто зазначити, що слід відрізняти видавничу анотацію від рекламних текстів, яку зараз можна побачити на обкладинках. Вони є різними за змістом та функціями для читацькою аудиторії.

## Веб-посилання
- Alex Rühle: Literatur-Werbung – Bis der Kopf platzt у газеті Süddeutschen Zeitung 17.05.2010, онлайн на сайті sueddeutsche.de

## Доказова база
1. Наприклад, у 1950-1960-тих роках видавництво Karl Rauch Verlag лектор Albrecht Fabri випустив підбірку за темою видавничні анотації: «Albrecht Fabri: Klappentexte». За редакцією та передмовою від Jürgen Egyptien. Ulrich Keicher, Warmbronn 2012.
2. Marc Reichwein: B wie Blurbs in der Welt від 17.08.2012, онйлан на сайті welt.de